# Feldafing

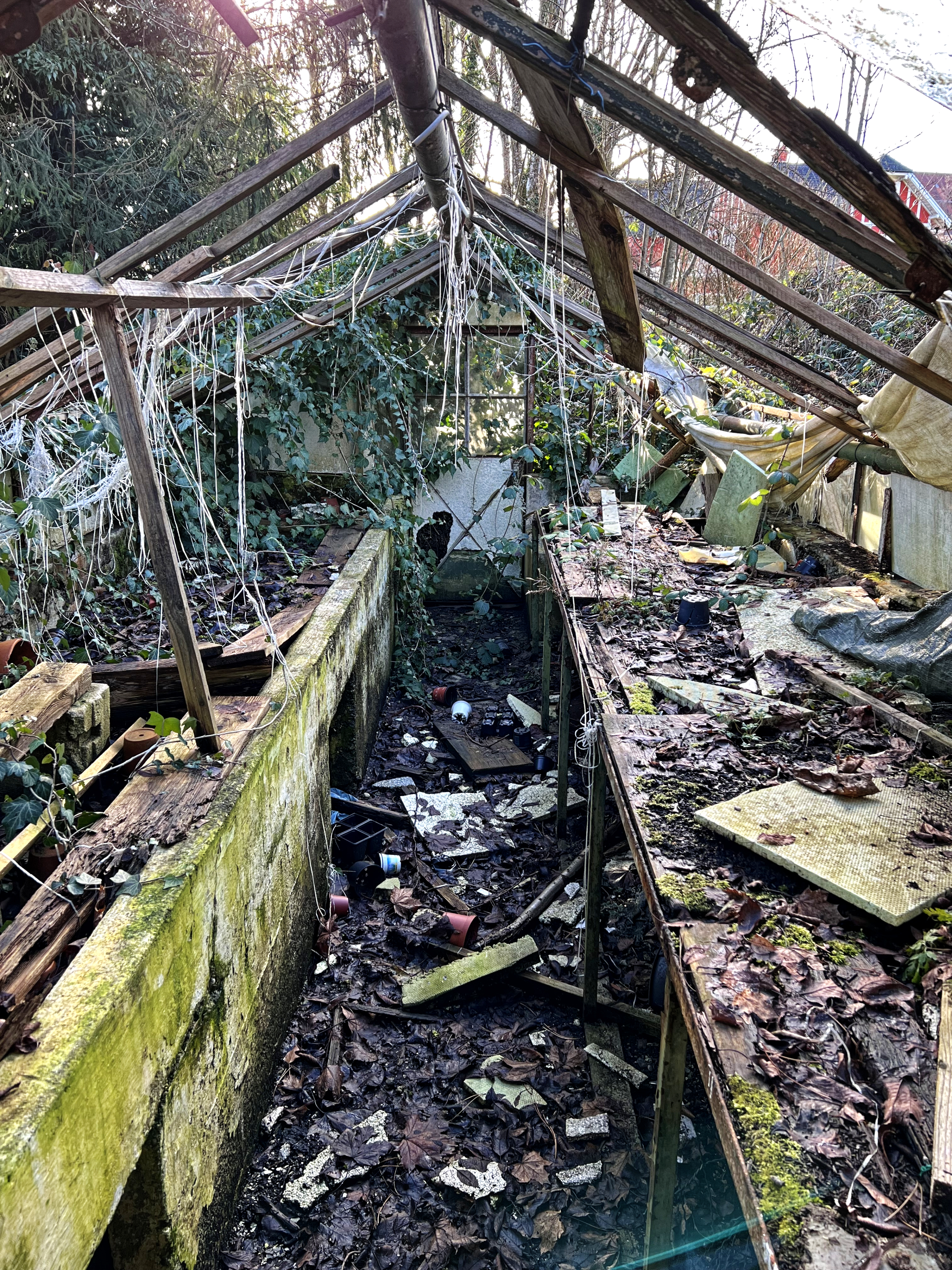
Une partie des restes de la pépinière de l'hotel de l'impératrice Sisi à Feldafing. Cette pépinière fournissait légumes, herbes et fleurs pour l'impératrice et sa cour. Décembre 2022.

Située à une trentaine de kilomètres au sud-ouest de Munich, Feldafing est une commune de Bavière (Allemagne), au coeur de l'arrondissement de Starnberg. La ville s’étire sur la rive ouest du lac de Starnberg.

## Histoire
Feldafing est habitée depuis le Néolithique ; son cœur historique demeure la Roseninsel (ou île aux roses), unique île du lac, rendue célèbre au XIXᵉ siècle par l’impératrice Élisabeth de Wittelsbach, plus connue sous le nom de « Sissi ». 
Mentionnée pour la première fois en 1116, la localité passa dès le XIVᵉ siècle aux Wittelsbach et devint le principal village de pêcheurs du lac. Vers 1401, on y bâtit l’église catholique qui préfigure l’actuelle Saint-Pierre-et-Paul.
En 1850, le roi Maximilien II acquit la Roseninsel, y fit construire une villa de style pompéien et créa la roseraie qui lui donna son nom. L’arrivée du chemin de fer en 1864 déclencha l’essor d’un quartier de villas, et un doublement de la population avant 1933. 
Entre les deux guerres mondiales, Feldafing se dota d’un golf, d’une plage et de courts de tennis, tandis qu’aujourd’hui parc et île sont restaurés. Sous le régime nazi, la commune accueillit une Reichsschule (école d’élite) et un sous-camp du camp de concentration de Dachau ; après 1945, les Américains y installèrent un camp de personnes déplacées pour survivants juifs, refermant ainsi une page tragique de son histoire.

## Littérature
L'écrivain Thomas Mann séjourna à plusieurs reprises entre 1919 et 1923 dans la résidence d’été de son ami Georg Martin Richter, qu’il surnomma « Villino ». Ces séjours, survenus dans le contexte décisif de l’après-Grande Guerre, accompagnèrent sa réorientation littéraire et personnelle. De juillet 1999 à fin septembre 2018, le Villino fut le seul musée Thomas Mann de Bavière ouvert au public ; depuis l’été 2019, le bâtiment est de nouveau affecté aux activités d’une fondation hospitalière.